# Макітра Григорій Тадейович
Григо́рій Таде́йович Макі́тра (1891, Радехів, нині Шептицького району, Львівської області — 1941) — український педагог, хорунжий УГА.

## Життєпис
Народився у Радехові, закінчив духовну семінарію. Вивчився на педагога в Сокалі, перед першою світовою війною працював учителем у Радехові. Займав активну громадську позицію, був просвітителем; при школах і читальнях організовував хори й театральні гуртки. Побрався з Іреною (Іриною) Казанівською.
Під час першої світової війни покликаний до австро-угорського війська.
В часі Перших Визвольних Змагань як старшина командував сотнею, що охороняла двірець та інші важливі об'єкти у Золочеві. 6 березня 1919 року в місті збунтувалися 2 сотні коша, що мали відходити на фронт під Львів, роззброїли в коші інші сотні та, залишивши казарми, укріпилися в золочівському передмісті, вимагаючи від Старшинської школи піхоти і старшин у місті скласти зброю під загрозою обстрілу міста зі скорострілів. Заколот було зліквідовано без кровопролиття, однак він став заохоченням для золочівських поляків до бунту проти української влади — поляки-службовці саботували розпорядження влади в Золочеві, шкодили українській справі. Змову було викрито, причетних заарештовано, військово-польовий суд засудив організаторів бунту до розстрілу. 27 березня 1919 року розстріляно 13 бунтівників, 2 квітня — ще чотирьох.
Потрапив до польського полону, був інтернований.
У львівській Торговельній школі «Просвіти» працював під іншим прізвищем, викладав польську мову. До 1935 року вчителював у селі Оглядів.
Засуджений у 1936 році польським судом на 15 років ув'язнення за військову діяльність в часи визвольної боротьби — голосна справа того часу, відбував покарання у польській тюрмі в Равичу. На суді свою вину не визнав. Вночі на 30 листопада винесений вирок, Григорій Макітра засуджувався «на кару смерти і позбавлення публічних та громадянських прав на завжди». Трибунал кару смерті замінив на 15 років в'язниці. Перебував з засудженим за схожим присудом, про їх перебування згадував Богдан Казанівський: «Хом'як високий і щуплий, виглядав як аскет, Макітра низький і заживний. Обидвох їх покарав польський суд за воєнні дії з 1918 року, коли велась війна між Україною і Польщею за західні українські землі».
З приходом німців звільнений, працював в УЦК у Кракові, восени 1940 року — управителем народної школи в Белзі.
Набута в ув'язнені шлункова хвороба призвела до передчасної смерті 23 липня 1941 року.
Похований на 42-му полі Личаківського цвинтаря. Згодом поруч із ним поховані дружина Ірена (1902—1994) та син, доктор наук і дійсний член НТШ, Роман (1931—2013).